# Laphystia rufiventris
Laphystia rufiventris là một loài ruồi trong họ Asilidae. Laphystia rufiventris được Curran miêu tả năm 1931. Loài này phân bố ở vùng Tân Bắc giới.